# Joseph Lindner (Politiker, 1825)
Joseph Adelmar Lindner und Adelmar Lindner (* 11. Dezember 1825 in Floß; † 16. Juni 1879 in Erbendorf) war ein deutscher katholischer Geistlicher und Mitglied des Deutschen Reichstags.

## Leben
Lindner besuchte das Gymnasium in Regensburg und studierte Philosophie und Theologie an den Lyceen in Regensburg und Amberg. Er hörte medizinische Vorlesungen an den Universitäten in München und Prag und promovierte zum Dr. phil. et med.
1851 wurde er Priester. Zunächst war er Kooperator in Wiesau, danach Domkooperator in Regensburg. In der Folge war er ab 1866 Pfarrer und Distriktsschulinspektor in Fichtelberg, 1868 übernahm er dieselben Ämter in Erbendorf (Oberpfalz).
Von 1869 bis zu seinem Tode war er Mitglied der Bayerischen Kammer der Abgeordneten für den Wahlkreis Kemnath und ab 1877 auch Mitglied des Deutschen Reichstags für den Wahlkreis Oberpfalz 5 (Neustadt an der Waldnaab) und die Deutsche Zentrumspartei.

## Werke
Bereits in seiner Zeit als Theologie-Kandidat während seines Studiums in Amberg begann Lindner an der Chronik seines Geburtsortes Floß zu arbeiten.
Er wurde bei dieser Arbeit unterstützt von Johann Georg Hubmann, Geschichtsprofessor in Amberg, Verfasser einer Chronik der Oberpfalz.
Außerdem stand ihm die Amberger Provinzialbibliothek zur Verfügung.
Das aus dieser Arbeit entstandene Werk Chronik des Amtes und Marktes Floss nach authentischen Quellen erschien 1850 bei der J. E. v. Seidelschen Offizin zu Sulzbach. Es steht online zur Verfügung.
In den Sulzbacher Kalendern für katholische Christen veröffentlichte er die folgenden Monographien:
- 1850: Die Wallfahrtskirche Fuchsmühl
- 1853: Die Sage über die Burgruine Falkenberg
- 1855: Die Wallfahrtskirchen St. Quirin und St. Felix
- 1855: Die Burgruine Flossenbürg
- 1868: Die Burg Schellenberg mit ihren Sagen und die Geschichte der Waldauer
- 1873: Die Pfarr- und Wallfahrtskirche Premenreuth
- 1875: Die Lorettokapelle in Erbendorf[1]